# Yirmisekiz Mehmed Çelebi
Yirmisekiz Mehmed Çelebi (ur. 1670 w Edirne, zm. 1732) – turecki dyplomata, którego sułtan Ahmed III wysłał na dwór Ludwika XV w 1720 roku. Dziś Çelebi pamiętany jest przede wszystkim jako autor relacji z podróży do Francji zwanej: "Sefaretname".
Jego ojciec, Süleyman Ağa, był dowódcą oddziału janczarów i zmarł podczas kampanii w Peczu. Mehmed Çelebi sam służył w korpusie janczarów; w 28. batalionie ("orta" w terminologii tureckiej tych czasów). Stąd dodano mu przezwisko "Yirmisekiz" (dwadzieścia-osiem po turecku). Jego potomkowie, także jego syn, późniejszy wielki wezyr nosili imię: "Yirmisekizzade" ("syn dwudziestki-ósemki").
Z armii, Yirmisekiz Mehmed Çelebi przeszedł do służby cywilnej, zostając nadzorcą mennic sułtańskich. W roku 1720 Ahmed III wysłał go jako ambasadora do Francji. Trwająca 11 miesięcy misja dyplomatyczna była pierwszą permanentną ambasadą państwa tureckiego. Po powrocie do Stambułu Mehmed Çelebi zaprezentował swe dokonania i obserwacji sułtanowi w formie książkowej.
"Sefaretname" opisuje przybycie do brzegów Francji, 40-dniowa kwarantannę w Tulonie (obawiano się epidemii), podróż lądem przez Bordeaux do Paryża, audiencję u Ludwika XV, ceremonie, wieczór w teatrze, oraz ciekawość, jaką on i jego świta budzili w paryżanach; w tym to jak paryskie kobiety przybywały obejrzeć jak Turcy świętują ramadan.
Misja przyczyniła się w pewnej mierze do westernizacji państwa Ahmeda III; İbrahim Müteferrika, węgierski konwertyta na islam, założył wówczas (1720) pierwszą drukarnię w Stambule, kierowaną przez syna ambasadora, Yirmisekizzade Mehmeda Saida Paszy, późniejszego wielkiego wezyra. "Era Tulipanów" przyniosła budowę ogrodów Sadabad, wzorowanych na tych z pałacu Tuilerie, opisanego przez Çelebiego. Samą relację Çelebiego przetłumaczono w 1757 na język francuski, a potem na kilka innych języków zachodnich.
Po powrocie z kolejnej ambasady w Egipcie, Yirmisekiz Mehmed Çelebi, został wygnany, gdy Patrona Halil zorganizował powstanie i obalił Ahmeda III. Yirmisekiz Mehmed Çelebi zmarł w Magosa w 1732 i został pochowany przy tamtejszym meczecie.
Jego syn Yirmisekizzade Mehmed Said Paşa odzyskał potem sułtański fawor i został w 1742 wysłany do Paryża jako ambasador. Z późniejszych swych misji w Szwecji i w Polsce pozostawił na podobieństwo ojca własną: "Sefaretname".